# Cratere Aristaeus
Aristaeus è un cratere sulla superficie di Cerere.